# 生駒ふるさとミュージアム
生駒ふるさとミュージアム（いこまふるさとミュージアム）は、奈良県生駒市山崎町11番7号にある郷土資料館。2014年（平成26年）2月1日開館。株式会社地域文化財研究所が指定管理者を務めている。1933年（昭和8年）に建てられた生駒町役場の建物を利用しており、旧生駒町役場庁舎（きゅういこまちょうやくばちょうしゃ）の名称で国の登録有形文化財に登録されている。

## 歴史

### 生駒町役場（1933年～1958年）
1933年（昭和8年）末に生駒郡生駒町の生駒町役場が竣工し、1934年（昭和9年）に町役場の移転が完了した。設計は生駒郡南生駒村小瀬（現在の生駒市小瀬町）出身の宮大工である中川吉治郎であり、宝山寺の営繕修理や往馬坐伊古麻都比古神社（往馬大社）の拝殿などを手掛けた人物である。1935年（昭和10年）頃には増築され、執務室が南側に約2.8m拡大した。

### 中央公民館/中央公民館別館（1959年～2012年）
1958年（昭和33年）には生駒町本町に生駒町役場の新庁舎が完成し、それまでの建物は町役場としての役目を終えた。公民館とするために大規模な改修工事が行われ、1959年（昭和34年）には生駒町中央公民館となった。生駒町議会議場が市民ホールに改装され、生駒町役場事務室（執務室）が35畳の和室に改装された。
1971年（昭和46年）11月1日には生駒郡生駒町が市制施行して生駒市となり、生駒町中央公民館から生駒市中央公民館に改称した。昭和50年代中頃までの生駒市には結婚式場がなかったため、中央公民館が結婚式場としても利用された。1981年（昭和56年）には生駒市北新町に新たな生駒市中央公民館（現・たけまるホール）が開館し、それまでの建物は生駒市中央公民館別館となった。
2010年（平成22年）4月28日、国の登録有形文化財に登録された。登録の際には「和風官庁建築の好例」と評価されている。中央公民館別館は2012年（平成24年）5月31日に閉館した。

### 生駒ふるさとミュージアム（2014年～）

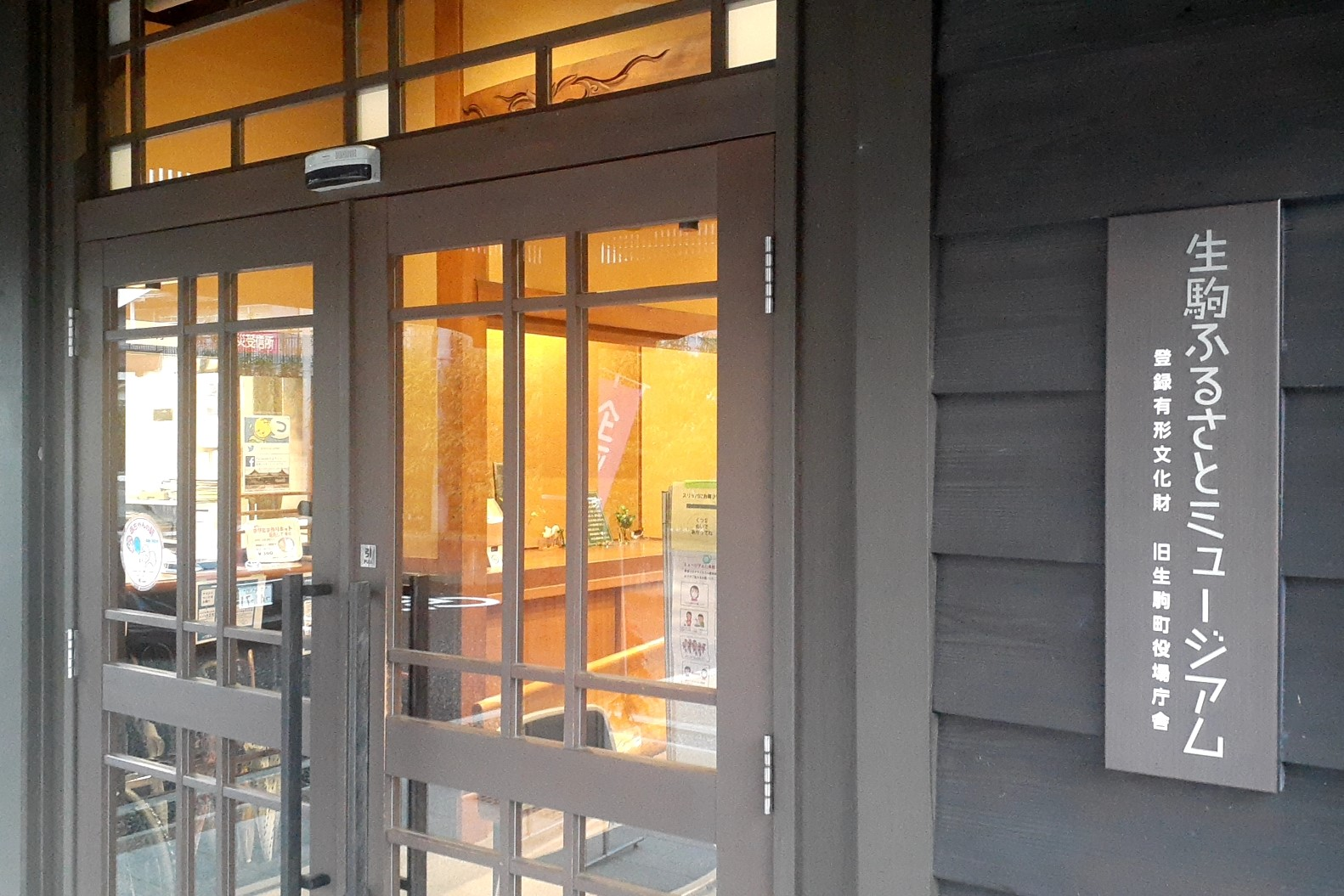
建物の入口

1983年（昭和58年）から1999年（平成11年）までの生駒市には生駒市郷土資料館があったが、1999年の閉館後には所蔵資料が小学校や幼稚園などに分散して保管されていた。2005年（平成17年）11月には生駒市郷土資料館新設検討委員会が発足し、2007年（平成19年）には資料館の必要性などをまとめた報告書が提言された。
郷土資料館とするために大規模な改修工事が行われ、床面を均一にするなどのバリアフリー化、耐震性の向上、屋根の葺き替えなどが行われた。2014年（平成26年）2月1日、生駒ふるさとミュージアムが開館した。2019年1月7日には延べ入館者数が5万人を突破した。

## 建築
街道に北東面して建っており、西側には竜田川が流れている。「コ」の字型の木造平屋建であり、中庭を挟んで東が正面玄関、北が議会棟、南が町政執務棟となっていた。正面玄関上部と左右には、寺院建築などに見られる入母屋破風が配置されている。

## 施設
- 展示室 - 生駒の歴史や民俗に関する資料を常設展示している[4]。生駒町役場時代は生駒町議会議場。中央公民館時代は市民ホール。
- 企画展示室 - 企画展の際に使用される[4]。生駒町役場時代は議員控室。中央公民館時代は図書室。
- 多目的室（研修室） - 会議や研修などに使用できる[4]。生駒町役場時代は事務室（執務室）。中央公民館時代は和室。
- 郷土情報室 - 郷土に関する書籍や写真映像などを所蔵している[4]。生駒町役場時代は町長室。中央公民館時代は控室。
- 資料閲覧室 - 歴史・民俗・考古学等の史料を所蔵している[4]。生駒町役場時代は応接室。中央公民館時代は控室。
- 作業体験室 - 勾玉づくりや土笛づくりなどの体験学習を実施している[4]。
- 事務室

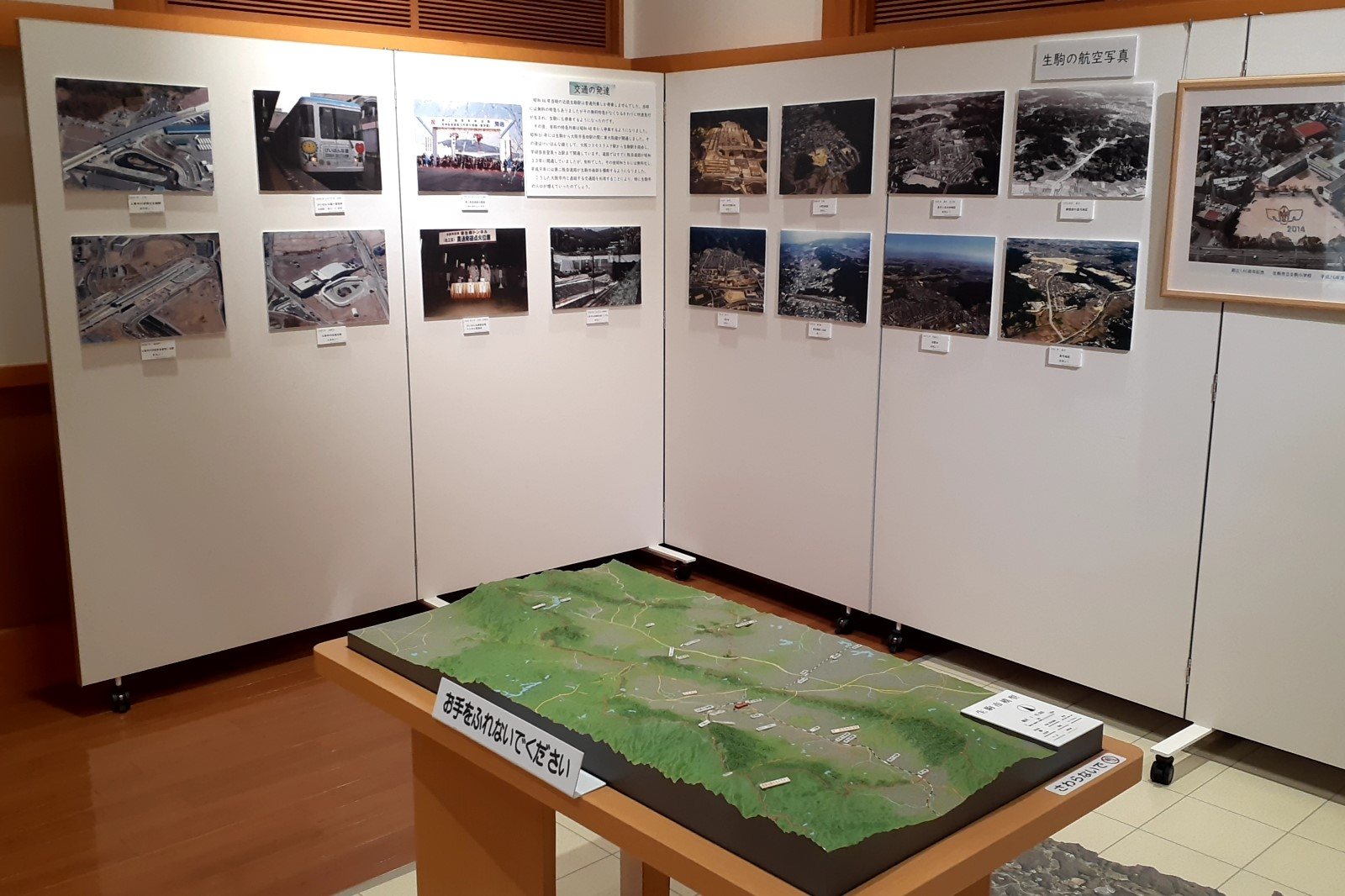
展示室
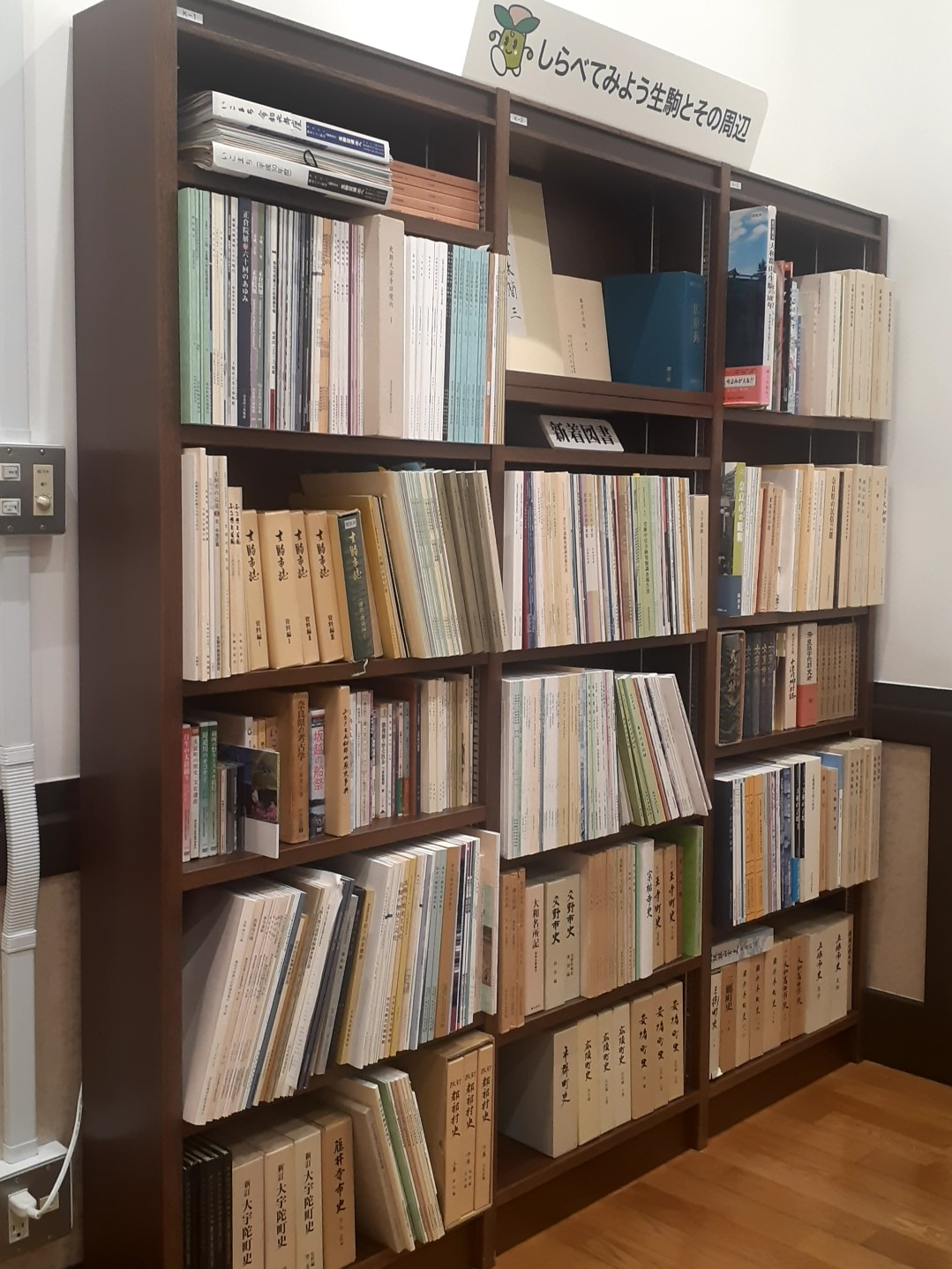
資料閲覧室

## 利用案内
- 開館時間
  - 4～10月 - 午前9時～午後6時
  - 11～3月 - 午前9時～午後5時
- 休館日
  - 祝日を除く月曜日、年末年始（12月27日～1月5日）
- 入館料
  - 常設展 - 無料
  - 特別展・企画展 - 有料
- 交通アクセス
  - 近鉄奈良線・生駒線・けいはんな線生駒駅から南東に800m